# Hsunycteris
Hsunycteris ist eine Gattung von Fledermäusen mit vier Arten in der Familie der Blattnasen. Vor der Etablierung der Gattung wurden die drei bekannten Arten in die Gattung Nektarfledermäuse (Lonchophylla) eingeordnet.
Die Arten leben im nördlichen Südamerika von Kolumbien und Venezuela über die Region Guyanas, das Amazonasbecken in Brasilien, Ecuador und Peru bis ins zentrale Bolivien. Diese Fledermäuse ernähren sich vorwiegend von Nektar. Die Thomas-Nektarfledermaus wird 45 bis 60 mm lang und wiegt 6 bis 14 g. Ihr Nasenblatt hat eine runde Grundform und einen speerförmigen Aufsatz. Von dieser Art ist bekannt, dass sie am Tage in Baumhöhlen in Regen- und Galeriewäldern ruht. Dort bildet sie kleine Gruppen. Diese Fledermaus frisst auch Pollen und Insekten.
Es wurden vier Arten beschrieben.
- Hsunycteris cadenai (Woodman & Timm, 2006)
- Hsunycteris dashe (Velazco, Soto-Centeno, Fleck, Voss and Simmons, 2017)
- Patton-Nektarfledermaus (Hsunycteris pattoni, Woodman & Timm, 2006)
- Thomas-Nektarfledermaus (Hsunycteris thomasi, Allen et al., 1904)

Die IUCN listet die drei vor 2014 bekannten Arten noch in der Gattung Lonchophylla (Stand: November 2024). Die Thomas-Nektarfledermaus erhält den Status ungefährdet und die anderen beiden Arten sind mit „unzureichende Datenlage“ notiert.